# وانادیم(IV) اکسید
اکسید وانادیم(IV) یا وانادیم دی‌اکسید (به انگلیسی: Vanadium(IV) oxide) با فرمول شیمیایی VO2 یک ترکیب شیمیایی است؛ که جرم مولی آن ۸۲٫۹۴ گرم بر مول می‌باشد. شکل ظاهری این ترکیب، پودر آبی تیره است. دمای انتقال فاز VO2 بسیار نزدیک به دمای اتاق (~ ۶۶ درجه سلسیوس) است. مقاومت الکتریکی، تیرگی و غیره می‌تواند چندین نظم را تغییر دهد. به دلیل این خصوصیات، می‌توان از آن در پوشش‌های سطح، ساخت سنسورها، و تصویربرداری استفاده کرد. کاربردهای بالقوه شامل استفاده در دستگاه‌های حافظه، سوئیچ‌های تغییر فاز، سیستم‌های ارتباطی هوافضا و محاسبات نورومورفیک است.